# Plúteo (escultura)

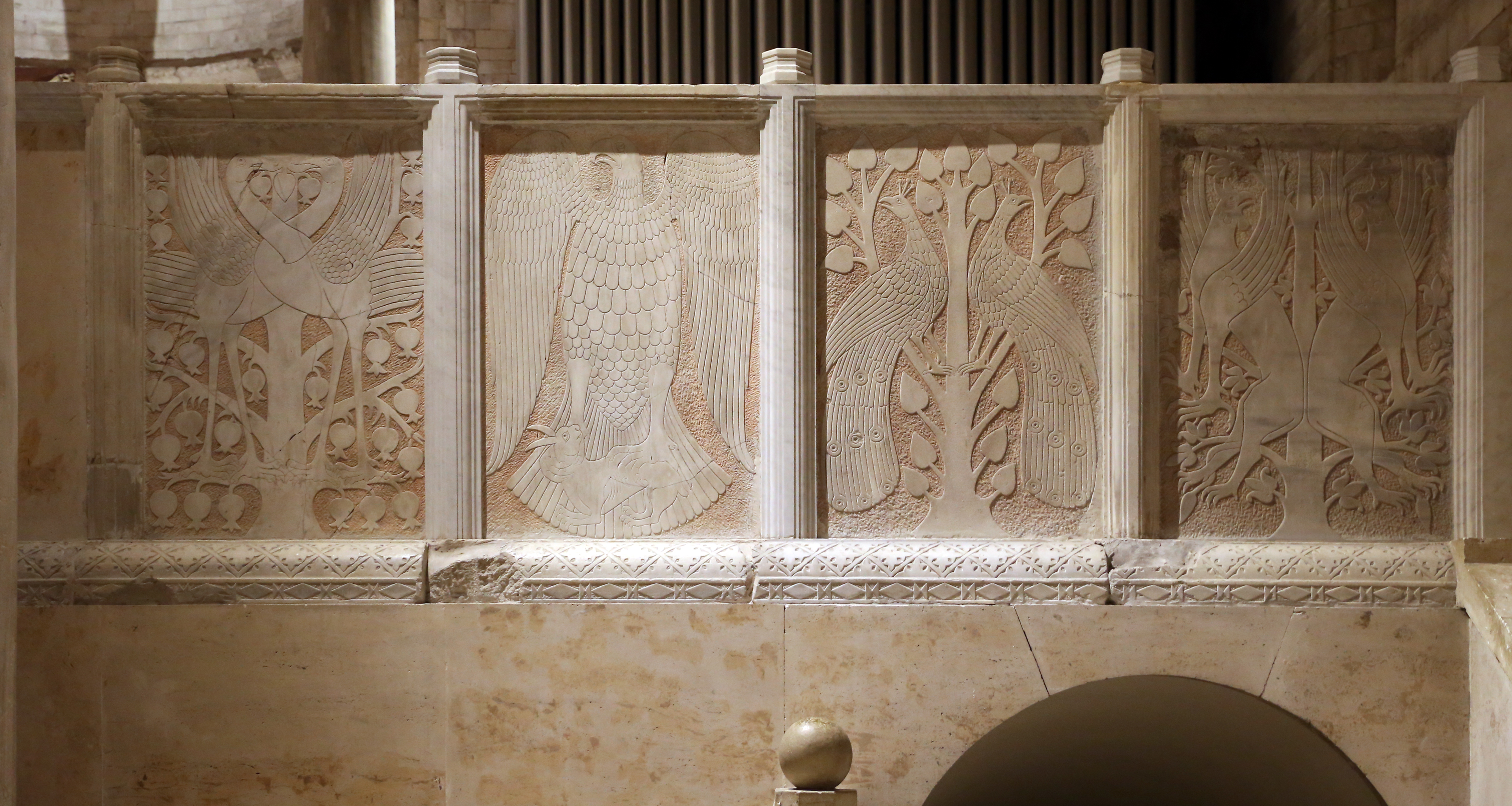
Plúteo do Catedral de Ancona de 1189

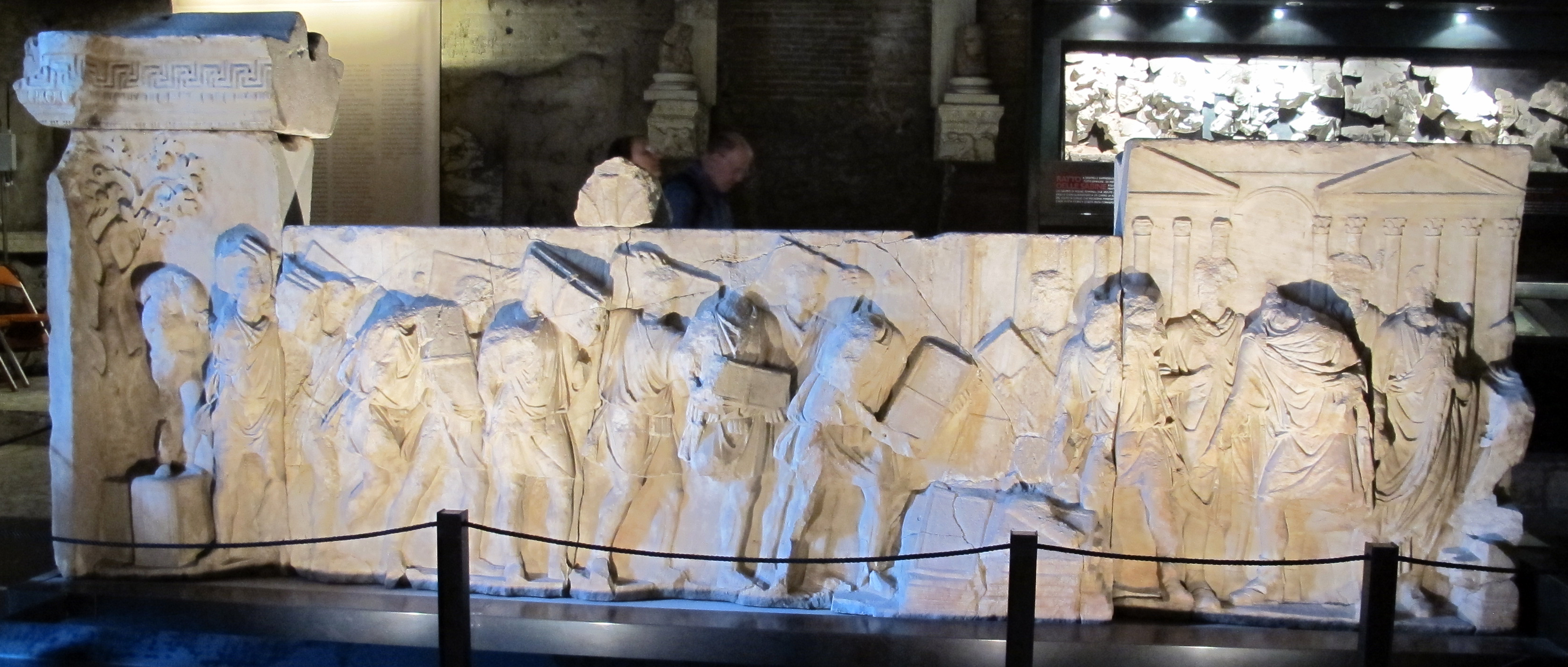
Plúteo de Trajano.

Em arquitectura o termo plúteo refere-se a uma balaustrada feita de lajes rectangulares sólidas, feitas de metal ou mais frequentemente de madeira ou pedra, que divide duas partes de um edifício. Parede que fecha o espaço entre duas coluna pode ser decorado de forma muito simples com molduras em relevo ou enriquecido com motivos geométricos ou figurativos.
Um exemplo é representado pelo chamado "Plúteos de Trajano", descoberto em 1872 em Roma, dentro do Fórum Romano, na área entre o Comitium e a coluna de Focas. Na arquitetura religiosa cristã, o plúteo divide os vários setores de uma igreja, em particular o presbitério e o coro. O plúteo numa igreja pode ser sinónimo de parapeito e desempenha a mesma função que a iconostase, ainda que se observem características artísticas diferentes.